# 新塞利夫卡 (庫亞利尼克市鎮)
47°38′57″N 29°37′0″E / 47.64917°N 29.61667°E
新塞利夫卡（烏克蘭語：Новоселівка）是位於烏克蘭西南部的村莊，由敖德萨州波季利斯克区的庫亞利尼克市鎮負責管轄。該村始建於1859年，面積1.82平方公里，海拔高度230米，2001年人口1,640，人口密度每平方公里901.1人。